# 버들잎벌레
버들잎벌레 (학명: Chrysomela vigintipunctata (Scopoli), 영어: Salix Leaf Beetle)는 딱정벌레목 잎벌레과에 속하는 곤충이다. 버드나무·포플러 등의 잎에 피해를 입히는 산림해충으로 한국, 유럽, 시베리아, 몽골, 중국, 대만, 일본 등에 분포한다. 성충의 몸길이는 7~9mm이며 머리와 몸은 검은색, 날개는 황갈색으로 20개의 청록색 무늬가 있다. 유충의 몸길이는 11mm 정도이고 머리는 검은색, 몸은 황녹색이며 등과 측면에 검은 점으로 된 줄이 있다.
버들잎벌레는 토양 속에서 성충 상태로 월동한다. 이후 4월 즈음에 나와서 잎을 갉아먹고 잎 뒷면에 수십 개의 알을 덩어리로 산란한다. 어린 유충은 잎맥만 남기고 잎을 모두 갉아먹는다. 5월 즈음 노숙 유충은 무리를 지어 잎 뒷면에 꼬리를 붙이고 번데기가 되어 7일간 보낸다. 5~6월 우화하면 잎을 갉아먹다가 월동지로 떠난다.